# Бои за Иловайск
Бои́ за Илова́йск, «Илова́йский котёл» — ожесточённые боевые действия в районе города Иловайск в ходе вооружённого конфликта на востоке Украины.
К августу 2014 года в результате наступления ВСУ территория, контролировавшаяся сепаратистами к началу боевых действий, сократилась вчетверо. Ожидалось, что в скором времени будет восстановлен контроль над всей границей с Россией, что позволило бы перекрыть пути снабжения пророссийских сил.
В период с 7 по 14 августа ситуация кардинально изменилась, поскольку на помощь сепаратистам пришли подразделения российской армии. 25 августа Россия прибегла к прямому военному вторжению, послав свои регулярные вооружённые силы, чтобы перевесить ход боев в свою пользу в этом критическом сражении за стратегическую железнодорожную развязку, соединяющую Донецк и Луганск. В конце августа 2014 года наступающие украинские силы попали в окружение, что привело к катастрофическим последствиям для украинской армии.
В ходе боёв подразделениям силовых структур Украины (ВСУ и МВД) удалось овладеть частью города, но впоследствии они оказались окружены противником и оказались в «котле». К 3 сентября группировка украинских сил была ликвидирована, при выходе из него украинская сторона понесла потери, исчисляемые сотнями убитых, раненых и пленных. Потери под Иловайском стали самыми масштабными для украинских сил за время боевых действий на востоке страны.
В украинских СМИ бои под Иловайском называли «самым страшным» и «самым жестоким поражением украинских сил за всё время военных действий в зоне АТО».

## Предшествующие события
К моменту начала битвы за Иловайск тактика украинских сил заключалась в том, чтобы брать мятежные населённые пункты один за другим, сначала окружая их со всех сторон, а затем — начиная штурм в удобный момент. После того, как Южный котёл оказался запечатан, были предприняты попытки окружить населённые пункты Снежное, Торез, Красный Луч и Шахтёрск. Многие из этих городов украинское командование планировало использовать как форпост для дальнейшего продвижения своих сил вперёд. Несмотря на то, что часть украинских атак была отбита, некоторые из них увенчались успехом. В ходе одной из таковых пятнадцать украинских танков прорвались к Дебальцево, которое было оставлено сепаратистами 28 июля.
Руководство сепаратистов было настроено не допустить сдачу Иловайска из-за его стратегического положения в их системе обороны. Падение Иловайска предопределило бы контроль сил АТО в районе Харцызска над важной автодорогой H-21, которая соединяет Донецк с восточными территориями ДНР. В связи с этим пророссийские формирования начали мероприятия по приготовлению Иловайска к обороне.

## Первый штурм
10 августа украинские части (батальоны «Донбасс» и «Шахтёрск») предприняли первую попытку штурма (п. 35). По версии Украины, основная цель — взятие города, уничтожение укрепрайонов и блокпостов вооружённых формирований ДНР — не была выполнена, получилась разведка боем. Батальоны территориальной обороны понесли потери, для недопущения новых потерь силы АТО отошли на прежние позиции. Однако правительственным войскам удалось взять под свой контроль окрестные сёла (п. 35).
Пресс-служба батальона «Донбасс» сообщила о потере четверых бойцов и семерых раненых. Батальон «Азов» рассказал о двоих убитых и пятерых раненых:

Группы шли под прикрытием БМП и её пушки, а также броневика. Подвела техника — заклинило пушку и пулемёт, одновременно с этим заглохла БМП. Этим воспользовались снайперы боевиков, которые не дали подойти ближе чем на километр, прикрываемые пулемётом.
В ходе нанесения плотного артиллерийского огня по укрепленным позициям боевиков, их потери под обломками укреплений неизвестны.

В результате операции добровольческие батальоны обвинили Министерство обороны Украины в том, что оно не осуществляет необходимую поддержку в тяжёлом вооружении.
По версии вооружённых формирований ДНР, 10 августа после артподготовки с украинской стороны они отбили атаку на Иловайск, в пресс-центре «Восток» заявили о девяти единицах уничтоженной украинской бронетехники и о неисчислимых потерях личного состава с обеих сторон.

## Вторая попытка штурма и образование «котла»

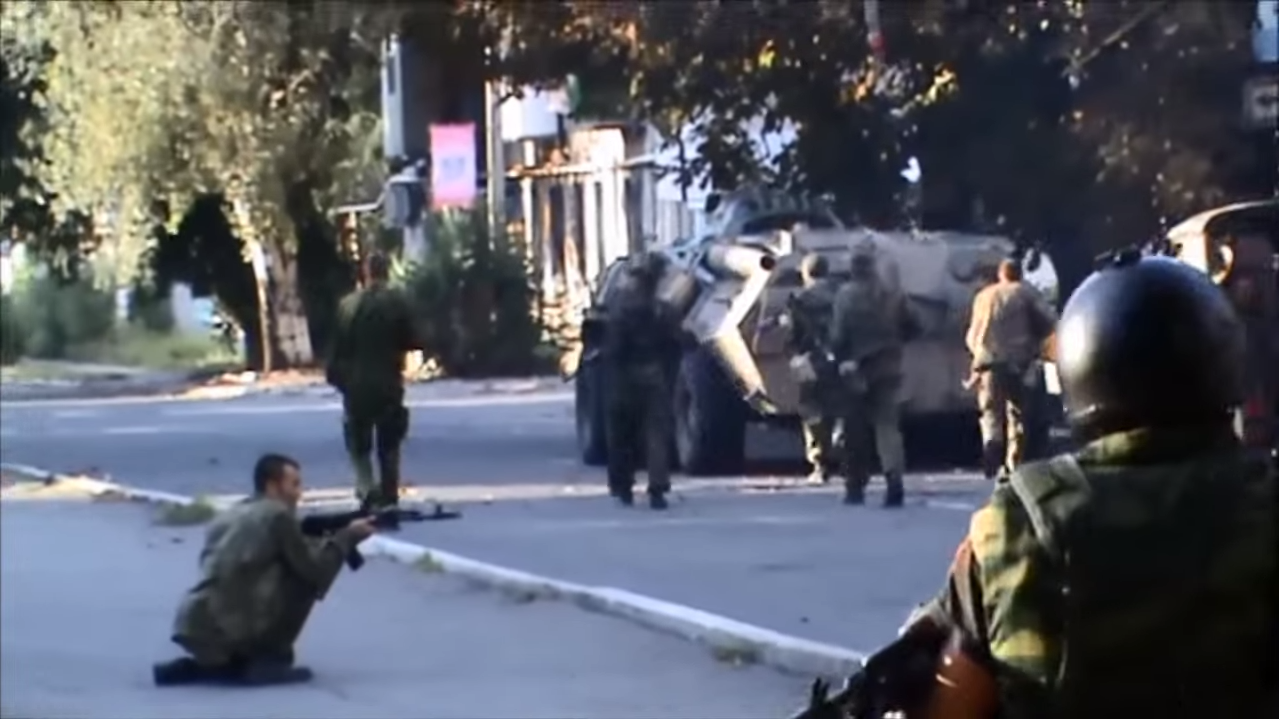
Пехота «Дивизии Моторолы» ДНР и БТР-80 атакуют позиции украинских войск в Иловайске. Справа — полевой командир Арсений Павлов. 23 августа 2014

18 августа на Иловайск начали наступление батальоны «Донбасс» и «Днепр-1», через несколько дней их поддержали добровольческие батальоны «Миротворец», «Ивано-Франковск», «Херсон» и «Свитязь». Им удалось взять под свой контроль районы города, расположенные на запад от железной дороги, которая рассекала его с севера на юг.
19 августа Вооружённые силы Украины (ВСУ) тоже вступили в боевые действия, и за город развернулись кровопролитные уличные бои. К концу дня вооружённые формирования ДНР накрыли позиции украинских силовиков залпом систем залпового огня «Град». Украинские СМИ подтвердили факт потерь в батальоне «Донбасс». Однако утром 20 августа ситуация в городе была неопределённой. Украинские СМИ сообщили об укреплении войск ДНР вокруг города за счёт батальонов «Восток» и «Оплот». Правозащитники ООН указывали, что добровольческие батальоны и сепаратисты вели активные боевые действия в городской черте с применением лёгкого вооружения и стрелкового оружия. При этом в ходе боёв за Иловайск и окрестные сёла украинская сторона широко применяла миномёты, гаубицы и реактивные системы залпового огня.
25 августа батальон «Азов» покинул Иловайск и был направлен на оборону Новоазовска и Мариуполя.
26 августа в результате наступления вооружённых формирований ДНР в Иловайске оказались окружены батальоны «Донбасс», «Днепр-1», батальоны МВД «Херсон», «Свитязь», «Миротворец», «Шахтёрск», а также сводная рота 93-й и 17-й бригад ВСУ.
По состоянию на утро 27 августа 2014 года представители ДНР сообщили, что полностью взяли Иловайск под свой контроль. Организованное сопротивление в городе прекратилось, остатки украинских подразделений покинули Иловайск.
Однако, по заявлению штаба АТО, бои продолжались, украинские силовики пытались вернуть контроль над городом. К 28 августа положение попавших в окружение украинских войск стало катастрофическим.
Управление Верховного комиссара Организации Объединённых Наций по правам человека отметило, что украинские силы подвергали пыткам и жестокому обращению мужское население Иловайска и окрестных сёл в возрасте от 30 до 66 лет. Например, члены батальона «Донбасс» во время боёв за Иловайск оказались причастны к фактам неподобающего обращения и пыток гражданских заключённых, которые содержались в период с 18 по 28 августа в иловайской школе № 14 (п. 9). После того, как украинские силы были выбиты из Иловайска, а батальон «Донбасс» оставил место своего расположения, во дворе школы № 14 было обнаружено групповое захоронение с телами гражданских лиц (п. 47).

### Гуманитарный коридор и попытки прорыва
«Я скажу честно — у нас полный бардак, а в бардаке сложно быстро восстановить картину происходящего» — свидетельствовал 2 сентября командир батальона «Донбасс» Семён Семенченко.

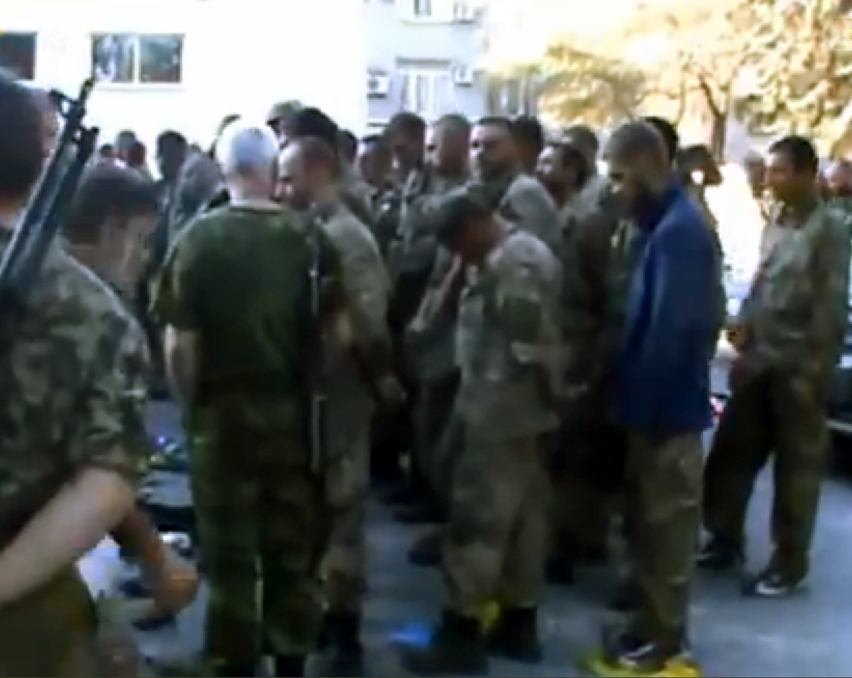
Пленные батальона «Донбасс» и «Айдар» в Донецке. 31 августа 2014 года.

29 августа Президент России Владимир Путин призвал вооружённые формирования ДНР открыть гуманитарный коридор для окружённых украинских военных, чтобы дать им возможность покинуть район боёв, получив медицинскую помощь и т. д. Президент России призвал также Правительство Украины прекратить боевые действия и вступить в переговоры с представителями ДНР. Сепаратисты приняли это предложение, однако уточнили, что украинские военные должны выйти из «котла» без вооружения.
Ночью 30 августа командир батальона «Донбасс» Семён Семенченко сообщил, что руководство Украины договорилось о выводе военных до 10 часов утра того же дня, которые «с оружием и знамёнами будут выпущены через специальный коридор к месту дислокации основных сил АТО».
Через несколько часов первые 28 военнослужащих покинули окружение. Днём министр обороны ДНР Владимир Кононов сообщил, что украинская армия пытается прорвать окружение, несмотря на предоставленный коридор, и уточнил, что для военных, согласившихся на разоружение, коридор сохраняется.
Министерство обороны Украины заявило, что засекретило информацию относительно событий в Иловайске. При этом советник министра обороны заявил, что чрезмерное внимание к ситуации в Иловайске инициировано российскими спецслужбами и направлено на провоцирование митингов против руководства военной операцией на востоке страны.
По данным штаба ДНР, в ночь с 30 на 31 августа в районе Старобешева (населённый пункт в составе «Иловайского котла») разоружены 198 украинских солдат-срочников. Всего в ходе режима прекращения огня украинской стороне переданы 223 военнослужащих ВСУ и Национальной гвардии.
По словам Владимира Путина, украинские военные воспользовались предоставленным коридором для перегруппировки сил и попытались силой вывести своих солдат из окружения; он отметил, «что такая ситуация порождает недоверие и приводит к увеличению человеческих жертв». Сотрудник МИД России Константин Долгов назвал отказ украинской стороны от гуманитарного коридора показателем «реальной „готовности“ властей [Украины] спасать жизнь своих людей». Министр обороны ДНР Владимир Кононов назвал «преступлением» попытки украинских военных прорваться из «котла» с оружием и бронетехникой, дав общий комментарий по ситуации: «Сегодня утром ряд вооружённых подразделений украинской армии начали движение по выходу из окружения. Кто-то на бронетехнике, кто-то — пешим порядком, уничтожив свою технику. Эти действия не имеют никакого отношения к гуманитарному коридору».
Сепаратисты вступили в боевые действия против украинских частей, предпринявших попытку прорыва.
По заявлению МВД Украины от 1 сентября, из окружения вышли более 80 украинских солдат; все они были доставлены в военный госпиталь в Днепропетровске. Среди них были тяжело раненые.
Поражение ВСУ в боях под Иловайском привлекло внимание как украинской общественности, так и мировой. Тем не менее, глубинные первопричины этого поражения были частично засекречены высшим руководством Украины, что затруднило проведение дальнейшего непредвзятого исторического анализа. Так, например, глава временной следственной комиссии Верховной Рады по расследованию событий в Иловайске Андрей Сенченко сообщил: «Списку погибших под Иловайском присвоен гриф „Для служебного пользования“, спискам награждённых за бои под Иловайском тоже присвоен гриф „Для служебного пользования“, то есть это документы, которые в принципе ограничивают с точки зрения распространения, доступа общественности, а все остальные вопросы засекречены».
Командир полка специального назначения «Днепр-1» Юрий Береза виновными в поражении под Иловайском назвал генералов, в том числе Петра Литвина, брата бывшего председателя Верховной Рады Украины Владимира Литвина.

## Участие российских войск
«Мы никогда не думали, что Россия может поступить настолько вероломно и ввести свои войска на территорию Украины без объявления войны. Они ведь заявляли, что не участвуют в конфликте. Это противоречит международному гуманитарному праву (войны)» — начальник Генерального штаба Украины Виктор Муженко.

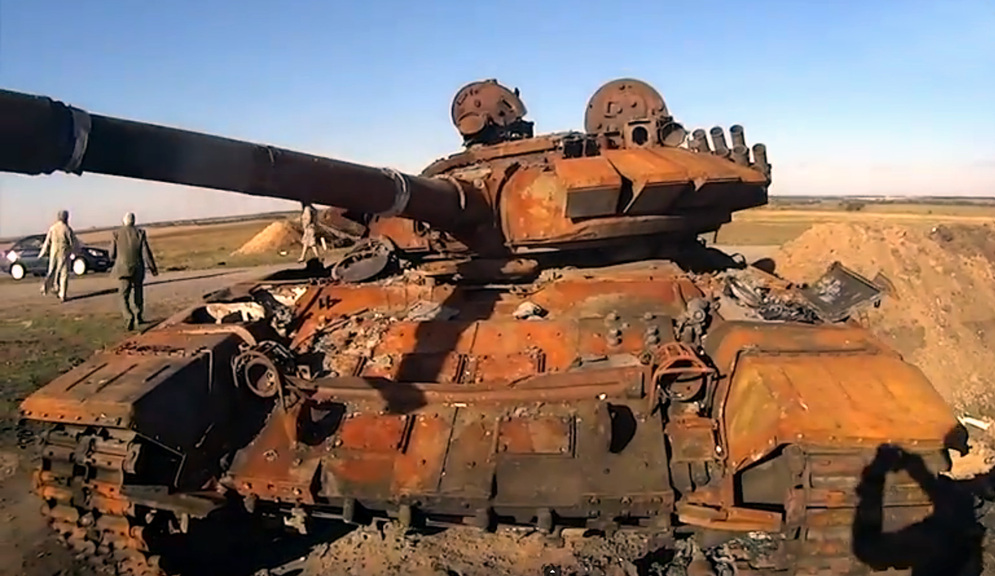
Подбитый T-72БА возле Старобешево

Вооружённые силы РФ приняли активное участие в боях за Иловайск.
25 августа СБУ заявила о задержании днём ранее в Амвросиевском районе Донецкой области десяти российских военнослужащих-контрактников 331-го полка 98-й Свирской дивизии Воздушно-десантных войск РФ (в/ч 71211), которые по данным ведомства «преступно ворвались на территорию Украины» и были задержаны неподалёку от посёлка Дзеркальное, в 20 км от границы с Россией. Как отметили в ведомстве, они задержаны с личными документами и оружием, далее были опубликованы имена и фотографии задержанных, а также видеоролики с их допросом. По их показаниям, батальон десантников 23 августа был передислоцирован железнодорожным транспортом в Ростовскую область, а в 3 часа ночи 24 августа подразделение было поднято по тревоге и получило приказ осуществить марш в составе колонны из нескольких десятков БМД. Позднее Министерство обороны России сообщило о том, что военнослужащие участвовали в патрулировании участка российско-украинской границы, и пересекли её, вероятно, случайно на необорудованном немаркированном участке. В свою очередь десантники на пресс-конференции в Киеве заявили, что не имели намерений пересекать российско-украинскую границу, а заместитель командира взвода 331-го полка 98-й Свирской дивизии Воздушно-десантных войск Вооружённых сил РФ сержант Владимир Завостеев сообщил, что их БМД, находясь на учениях, отстала от колонны после того, как получила приказ найти другую отставшую от колонны машину, и, не имея карт местности, заблудилась, после чего, по его словам, попала под артиллерийский обстрел украинских военных, где ранило водителя. Завостеев также отметил, что из-за тяжёлого ранения водителя было принято решение возвращаться в том же самом направлении «откуда прибыли», а по пути им встретились украинские военнослужащие, которые оказали медицинскую помощь раненому. Кроме того, он указал на то, что во время марша у десантников не было приказов открывать огонь и оружие было не заряжено. 31 августа, после переговоров президентов России и Украины в Минске, военных передали РФ.
27 августа СБУ объявила о задержании российского солдата Петра Хохлова. На опубликованной СБУ видеозаписи он утверждает, что является рядовым 9-й отдельной мотострелковой бригады, дислоцированной (в 2014 году) в Нижнем Новгороде. Принятый на срочную службу 22 мая 2013 года, через 9 месяцев он подписал контракт о прохождении службы в 9-й бригаде. Спустя два месяца его батальон был поднят по тревоге и отправлен в Ростовскую область, где часть расположилась в лесу. 8 августа Хохлов с сослуживцем Русланом Гарафиевым, узнав о вознаграждении, которое якобы получают сепаратисты, решил самовольно покинуть часть и присоединиться к ним. Оказавшись в Луганской области, у села Новосветловка, 27 августа он попал в руки украинских военнослужащих. Родные Хохлова пытаются выяснить судьбу задержанного, в военкомате им заявили, что тот покинул расположение части. 8 января 2015 года журнал The New York Times Magazine сообщил, что Хохлов был 21 сентября 2014 передан в ДНР в рамках обмена пленными.
28 августа 2014 года Президент Украины Пётр Порошенко обвинил Россию в открытом военном вторжении в Донбасс и отменил из-за этого визит в Турцию.
Служба безопасности Украины опубликовала видео допроса 4 военнослужащих РФ, принимавших участие в боях за Иловайск, не назвав их фамилий, а только имена и отчества: Иван Александрович, родился в 1988 году в Вологде, военнослужащий части № 54096, 6-я отдельная танковая бригада;  Евгений Юрьевич, родился в 1995 году в Калуге, военнослужащий части № 54096, 6-я отдельная танковая бригада; Никита Геннадьевич, родился в 1993 году в Ярославле, 31-я одшбр, часть № 73612; Евгений Ашотович 1994 года рождения, часть № 73612, 1-я гвардейская отдельная 57 бригада. Других документальных подтверждений, идентифицирующих военнослужащих, в видео нет.
Также в докладе Бориса Немцова «Путин. Война: независимый экспертный доклад» были опубликованы и другие свидетельства участия российских войск, в том числе и в переброске в Донбасс техники и систем залпового огня «Град», БМП-2, БТР-80. Российские власти, в свою очередь, отвергали заявления об участии российских войск в конфликте.
По словам начальника Генерального штаба Виктора Муженко, подтверждённые данные о появлении российских регулярных войск под Иловайском появились только 25—26 августа. До этого лишь поступали данные о появлении частей без знаков воинского различия.
Сведения об участии в боях за Иловайск российских военнослужащих содержатся в отчёте от 20 октября 2014 года временной следственной комиссии Верховной Рады под руководством Андрея Сенченко и отчёте комиссии.
5 августа 2015 года СБУ заявила об участии 3,5 тысяч российских военных в боях под Иловайском, а Главная военная прокуратура — об участии трёх российских батальонно-тактических групп, 60 танков, 320 боевых машин и 60 артиллерийских орудий.
13 августа 2015 представитель Центрального научно-исследовательского института Вооружённых Сил Украины заявил, что в боях за Иловайск участвовали более 4 тыс. военных Российской Федерации.
19 октября 2015 Министерство обороны Украины обнародовало детальный анализ боевых действий в районе Иловайска (Донецкая область) с хронологией на 24—29 августа 2014 года. По данным Минобороны, после того, как по позициям 5-го батальона территориальной обороны у границы с РФ на рубеже Кутейниково — Мокроеланчик был открыт огонь с территории России, подразделение самовольно оставило свои позиции и отправилось к месту постоянной дислокации в Ивано-Франковской области, тем самым обнажив правый фланг украинской обороны. В образовавшийся открытый участок обороны через государственную границу Украины вошли подразделения ВС РФ.
По оценке британского военного аналитика Пола Робинсона, в августовских боях участвовали от одной до трёх тысяч военнослужащих российской армии.

## Расследование

### Комиссия Сенченко
4 сентября 2014 года Верховная Рада Постановлением № 1676-VII создала Временную следственную комиссию по вопросам расследования обстоятельств трагических событий, которые привели к гибели и захвату в плен бойцов добровольческих батальонов, а также военнослужащих Вооружённых Сил Украины, Национальной гвардии Украины у города Иловайск Донецкой области. Комиссию возглавил народный депутат Андрей Сенченко.
20 октября 2014 года Сенченко опубликовал промежуточный доклад комиссии. Были озвучены следующие выводы:
1. В основе причин, которые привели к Иловайской трагедии, лежат фундаментальные проблемы в организации обороны страны.
2. Невведение военного положения привело к дезорганизации управления военными действиями, в значительной мере обусловило иловайские события.
3. Ошибочные кадровые решения существенно усложнили обстановку, а неадекватные действия министра обороны Гелетея В. В. и начальника Генерального штаба — Главнокомандующего Вооружёнными Силами Украины Муженко В. М. привели к иловайской трагедии.
4. Иловайская трагедия имела не только тяжёлые военные, но и не менее тяжёлые политические последствия для страны.

В отчёте также отмечалось, что «после осознания страной Иловайской трагедии и её последствий, не произошло осознание ответственности теми, кто в ней виноват».
В связи с досрочными парламентскими выборами 25 октября 2014 года комиссия прекратила свою работу, а Андрей Сенченко не был избран в новый состав парламента.

### Доклад Генштаба
13 августа 2015 года Генеральный штаб Украины опубликовал доклад о событиях под Иловайском. Согласно документу, среди причин трагедии под Иловайском можно рассматривать дезертирство и невыполнение бойцами задач. По материалам служебных расследований, среди причин невыполнения задач рассматривается ненадлежащее управление и психологическая неготовность личного состава.
В дезертирстве был обвинён 5-й батальон территориальной обороны Ивано-Франковской области, а ряд подразделений — в невыполнении поставленных задач.
Сообщается, что в ходе боёв за Иловайск добровольческие батальоны продемонстрировали низкий уровень обученности и организованности, что не способствовало взятию под контроль данного населённого пункта.
19 октября 2015 года Министерство обороны Украины опубликовало анализ боевых действий в районе Иловайска 24-29 августа 2014 года.

### Расследование Главной военной прокуратуры Украины
14 августа 2017 года Главная военная прокуратура Украины назвала главным виновником событий в Иловайске вооружённые силы России, имевшие численный перевес в людях и вооружении. Также были установлены «отдельные ошибки руководства антитеррористической операции (АТО) при планировании и проведении военных операций, которые не находятся в прямой причинно-следственной связи с наступлением тяжких последствий — гибели украинских военных и потери вооружения и военной техники».

#### Уголовные дела
5 августа 2015 года в рамках расследования дела о преступлении под Иловайском Службой Безопасности Украины (СБУ) начальнику Генштаба ВС РФ Валерию Герасимову и 10 военнослужащим 331-го ПДП 98-й дивизии ВДВ РФ, было выдвинуто подозрение в организации, подготовке и развязывании вооружённого конфликта на территории Украины, согласно ч.2 ст. 437 УК Украины. Шевченковским районным судом Киева было принято решение о заочном аресте указанным 11 российским военным. В свою очередь, Министерство обороны Российской Федерации заявило, что решения украинских властей о розыске и заочном аресте Валерия Герасимова и других российских военных является «политическим и провокационным решением», а сама Служба безопасности Украины в связи с этим была названа «заповедником идиотизма».
Главная военная прокуратура Украины объявила Валерия Герасимова «главным идеологом войны на Донбассе». Официальный представитель Следственного комитета РФ Владимир Маркин в своём микроблоге в Twitter в ироничной форме отверг подобные обвинения.
Главная военная прокуратура по факту событий возбудила уголовное дело, расследование было завершено и передано в суд в августе 2015 года. Заявлялось, что потерпевшие в уголовном деле о событиях в Иловайске будут настаивать на публичном суде.

### Отчёт ООН
В специальном докладе управления верховного комиссара ООН, выпущенного по итогам боёв под Иловайском, указывается, что противоправные действия украинских сил, связанные с нарушениями прав человека и международного гуманитарного законодательства не являются предметом ни одного из вышеуказанных расследований прокуратуры Украины (п. 133), что может быть частично связано с тем, что Правительство Украины не имеет доступа к территории, где были совершены эти нарушения.
В августе 2018 года отчёт о нарушениях прав человека во время событий августа 2014 года опубликовало Управление Верховного комиссара ООН по правам человека. Отчёт был подготовлен на основании интервью с 80 участниками и свидетелями событий.

## Потери сторон
По информации командира украинского батальона «Донбасс» Семёна Семенченко (26.09.2014), под Иловайском общие потери ВСУ превысили 1 тыс. человек.
По заявлению главы Временной следственной комиссии парламента Украины Андрея Сенченко (20.10.2014): «Общее количество погибших, в том числе погибших от ран по всем эпизодам Иловайской трагедии, составляет около тысячи человек».
Командир полка «Азов» Андрей Билецкий в интервью в декабре 2014 года сказал: «В Иловайске потеряли до сотни людей убитыми, а потом, во время расстрела колонны — более тысячи».
Заместитель комбата батальона «Днепр» Вячеслав Печененко рассказал, что команду двигаться в «коридор Путина» дали «паркетные генералы». «Нас расстреливали как в тире из всего — танков, пушек, миномётов, Градов, ПТУР и пулемётов. Затем русские прочёсывали поля и посадки и достреливали тяжелораненых. Убито несколько сотен человек — только в этом одном эпизоде. Уцелевшие преимущественно попали в плен».
Согласно официальным данным Военной прокуратуры Украины на апрель 2015 года, в Иловайске украинские силовики потеряли не менее 459 человек убитыми и около 180 пропавшими без вести. Однако 14 августа 2015 года главный военный прокурор Украины Анатолий Матиос заявил о потерях 366 погибших, 429 раненых, 128 попавших в плен и 158 пропавших без вести.
В отчёте украинской парламентской ВСК по расследованию трагедии под Иловайском ответственность за неё возлагается на министра обороны В. Гелетея, начальника Генштаба В. Муженко и начальника штаба АТО В. Н. Назарова. Последний в декабре 2014 года заявил, что во время событий под Иловайском дезертировали тысячи украинских военнослужащих, однако тогда это не было обнародовано, чтобы не шокировать общественность.
28 августа 2019 года Генеральный штаб ВСУ опубликовал новые данные, в которых заявил о потерях среди украинских военнослужащих. По его словам, 220 военнослужащих погибли, 44 ранены, 40 пропали без вести и 13 находятся в плену.

## Последствия

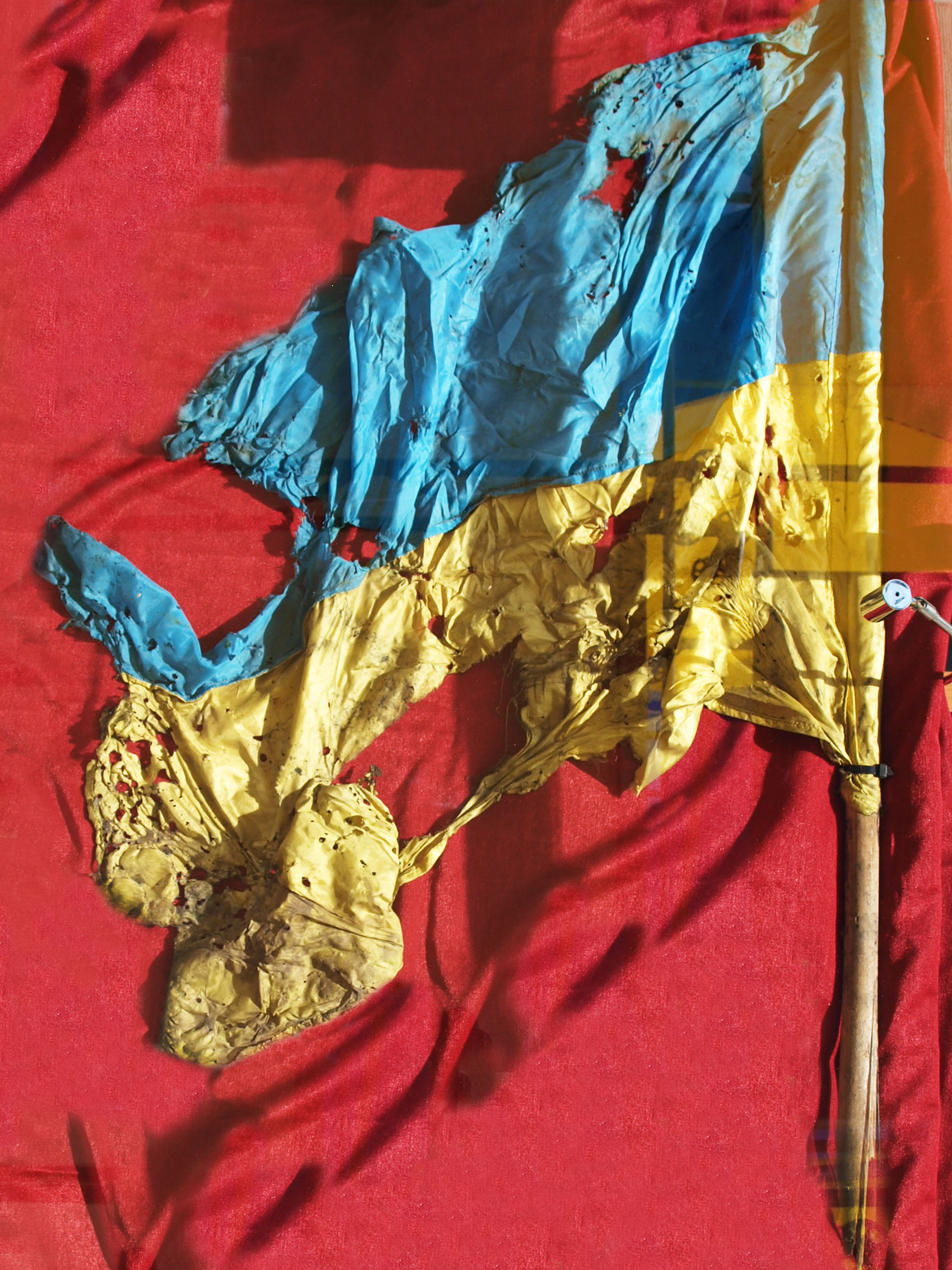
Повреждённый под Илловайском флаг бойца 93 ОМБр

По сообщению сотрудников ООН, боевые действия в окрестностях Иловайска оказались катастрофическими для местного гражданского населения. Как указывает специальный доклад ООН, в ходе боевых действий за Иловайск город подвергался обстрелам почти ежедневно с 7 по 28 августа 2014 года (п. 38). Из-за них в городе к середине августа на три недели исчезла вода, газ и электроэнергия. Значительная часть жилого фонда была повреждена или разрушена — подверглись разрушению 600 из 1100 частных жилых зданий, а также нанесён ущерб 116 многоэтажным домам. Значительный ущерб был также нанесён медицинской инфраструктуре города: больнице, главному зданию аптеки и складам лекарственных препаратов. До 30 августа в Иловайске и его окрестностях не работало ни одно медицинское учреждение, в то время как в городе продолжало оставаться 12—13 тысяч гражданских лиц из довоенного населения 16 тысяч (п. 38-40). По сообщениям жителей окрестных сёл некоторые из них подвергались обстрелам и сильно пострадали, их население было эвакуировано. В ряде деревень, которые находились под контролем украинских сил, широко распространилось мародёрство, умышленное уничтожение гражданской собственности и её изъятие для военного использования (п. 45).
Однако, миссия наблюдателей ООН заявила, что убийства, в том числе казни, гражданских, совершенные украинскими силами, не носили массового или систематического характера. Обвинения в таком масштабе, в том числе широко распространенные через средства массовой информации, не подтверждаются достоверными показаниями свидетелей и/или данными судебно-медицинской экспертизы. При этом были задокументированы сообщения о том, что украинские силы применяли пытки и жестокое обращение в отношении мужчин в возрасте от 30 до 66 лет, подозревавшихся в участии или связи с "вооруженными группами" или корректировке огня. Большую часть пострадавших удерживал в школе № 14 добровольческий батальон «Донбасс». Жертвами пыток и жестокого обращения стали среди гражданских 13 человек.  После отхода украинских сил из Иловайска, во дворе школы было найдено захоронение трёх человек:  Валентин Минич и Игорь Труфанов, вероятно, были убиты представителями батальона, а Сергей Мироненко, вероятно, погиб в результате обстрела, когда находился под стражей. Один человек, которому вовремя не оказали медицинскую помощь после артобстрела школы, впоследствии потерял ногу. Ещё двое местных были найдены убитыми дома - Людмила Горбенко и Валерий Колесниченко, причины их смерти эксперты ООН не установили. Также миссией наблюдателей ООН были собраны свидетельства о пытках и расстреле украинских военных, добровольцев (в том числе раненых),  а также гражданских в плену у сторонников ДНР. 
Как указывает профессор российской и европейской политики Ричард Саква, бои под Иловайском стали одним из поворотных моментов, определивших направление развития всего конфликта на востоке Украины. Победа сепаратистов позволила им захватить значительное количество тяжёлого вооружения и создать угрозу повторного взятия Мариуполя, что предоставило бы возможность создания «сухопутного коридора» в Крым. По результатам иловайского опыта была создана единая система командования всеми силами ДНР и ЛНР, в структуре которой возникли штабные звенья для боевого управления бригадами и батальонами. По мнению Ричарда Саквы, с другой стороны, бои под Иловайском резко углубили раскол и недоверие, уже существовавшие между украинскими вооружёнными силами и добровольческими батальонами. При этом в украинском обществе всё более и более распространялась усталость от войны.